# Otepää
Otepää (zastarelo: Nuustaku) je mestna občina in zimsko-športno središče na jugovzhodnem delu Estonije. V kraju vsako leto prirejajo mednarodne tekme smučarskih tekov. Tu je že dvakrat zmagala Petra Majdič.